# Persone di cognome Hicks
| Questa pagina contiene informazioni ricavate automaticamente dalle voci biografiche con l'ausilio del template Bio e di un bot. L'aggiornamento è periodico e automatico e ricostruisce completamente la pagina. Se manca una persona in questa lista, sei pregato di non aggiungerla, ma accertati piuttosto che la sua voce biografica contenga il template Bio e che i dati anagrafici siano correttamente compilati. Se il template Bio manca, inseriscilo tu stesso o, in alternativa, metti l'avviso {{tmp\|Bio}} che ne segnala la mancanza. Se i dati riportati sono sbagliati, correggi direttamente la voce biografica; le modifiche saranno visibili in questa lista entro pochi giorni. Per chiarimenti vedi il progetto biografie. La lista contiene solo le 45 persone che sono citate nell'enciclopedia e per le quali è stato implementato correttamente il template Bio. Pagina aggiornata al 3 nov 2022. |

Questa è una lista di persone presenti nell'enciclopedia che hanno il cognome Hicks, suddivise per attività principale.

## Attori(8)
- Adam Hicks, attore e cantante statunitense (Las Vegas, n.1992)
- Catherine Hicks, attrice statunitense (New York, n.1951)
- Dan Hicks, attore statunitense (Pontiac, n.1951 - Mill Valley, † 2020)
- Greg Hicks, attore britannico (Leicester, n.1953)
- Michele Hicks, attrice e ex modella statunitense (Contea di Essex, n.1973)
- Russell Hicks, attore statunitense (Baltimora, n.1895 - Los Angeles, † 1957)
- Seymour Hicks, attore e produttore cinematografico inglese (Sheffield, n.1871 - † 1949)
- Taral Hicks, attrice e cantante statunitense (Bronx, n.1974)

## Attori pornografici(1)
- Bonnie Rotten, ex attrice pornografica, modella e regista statunitense (Cincinnati, n.1993)

## Bobbisti(1)
- Thomas Hicks, bobbista statunitense (Lyon Mountain, n.1918 - Essex (New York), † 1992)

## Cantanti(6)
- Colin Hicks, cantante e musicista inglese (Cornovaglia, n.1941)
- Hinda Hicks, cantante tunisina (n.1976)
- Marva Hicks, cantante e attrice statunitense (Petersburg, n.1956 - † 2022)
- Barbecue Bob, cantante e chitarrista statunitense (Walnut Grove, n.1902 - Lithonia, † 1931)
- Taylor Hicks, cantante statunitense (Birmingham, n.1976)
- Tommy Steele, cantante britannico (Bermondsey, n.1936)

## Cantautori(1)
- Dan Hicks, cantautore e chitarrista statunitense (Little Rock, n.1941 - Mill Valley, † 2016)

## Cestisti(7)
- Cameo Hicks, ex cestista statunitense (Tracy, n.1984)
- Isaiah Hicks, cestista statunitense (Oxford, n.1994)
- Jessie Hicks, ex cestista e allenatrice di pallacanestro statunitense (Richmond, n.1971)
- Michael Hicks, cestista panamense (Panama, n.1976)
- Michael Hicks, cestista statunitense (Smyrna, n.1983)
- Phil Hicks, ex cestista statunitense (Chicago, n.1953)
- Stephan Hicks, cestista statunitense (Los Angeles, n.1992)

## Comici(1)
- Bill Hicks, comico e musicista statunitense (Valdosta, n.1961 - Little Rock, † 1994)

## Compositori(1)
- Lawrence Henry Hicks, compositore australiano (Londra, n.1912 - Laverton, † 1997)

## Economisti(1)
- John Hicks, economista inglese (Warwick, n.1904 - Blockley, † 1989)

## Filosofi(1)
- Stephen Hicks, filosofo canadese (Toronto, n.1960)

## Giocatori di baseball(2)
- Aaron Hicks, giocatore di baseball statunitense (Los Angeles, n.1989)
- Brandon Hicks, ex giocatore di baseball statunitense (Houston, n.1985)

## Giocatori di football americano(3)
- Akiem Hicks, giocatore di football americano statunitense (Elk Grove, n.1989)
- Eric Hicks, ex giocatore di football americano statunitense (Erie, n.1976)
- Jordan Hicks, giocatore di football americano statunitense (n.1992)

## Ingegneri(1)
- Beatrice Hicks, ingegnere statunitense (Orange, n.1919 - Princeton, † 1979)

## Maratoneti(1)
- Thomas Hicks, maratoneta statunitense (Birmingham, n.1872 - Winnipeg, † 1963)

## Militari(2)
- Philip Hicks, militare britannico (Warwick, n.1895 - Hartley Wintney, † 1967)
- William Hicks, ufficiale britannico (n.1830 - al-Ubayyid, † 1883)

## Musicologi(1)
- Anthony Hicks, musicologo, critico musicale e scrittore britannico (Swansea, n.1943 - Londra, † 2010)

## Pittori(1)
- Ron Hicks, pittore statunitense (Columbus, n.1965)

## Politici(2)
- Hope Hicks, politica e funzionaria statunitense (Greenwich, n.1988)
- Whitehead Hicks, politico e avvocato statunitense (Flushing, n.1728 - Flushing, † 1780)

## Rapper(1)
- Mac Dre, rapper statunitense (Oakland, n.1970 - Kansas City, † 2004)

## Registi(1)
- Scott Hicks, regista britannico (Uganda, n.1953)

## Scrittori(1)
- Esther Hicks, scrittrice statunitense (Coalville, n.1948)

## Vescovi cattolici(1)
- Ronald Aldon Hicks, vescovo cattolico statunitense (Harvey, n.1967)